# Église Saint-Nicolas de Sibač
Pour les articles homonymes, voir Église Saint-Nicolas.
L'église Saint-Nicolas de Sibač (en serbe cyrillique : Црква светог Николе у Сибачу ; en serbe latin : Crkva svetog Nikole u Sibaču) est une église orthodoxe serbe située à Sibač près de Pećinci, en Serbie et dans la province de Voïvodine. Construite dans la seconde moitié du XVIIIe siècle, elle est inscrite sur la liste des monuments culturels d'importance exceptionnelle de la république de Serbie (identifiant no SK 1052).

## Architecture
L'église Saint-Nicolas de Sibač, qui date probablement de 1767, est constituée d'une nef unique prolongée d'une abside semi-circulaire à l'est. Plus tard, un clocher de style baroque a été construit au-dessus de la façade occidentale. 

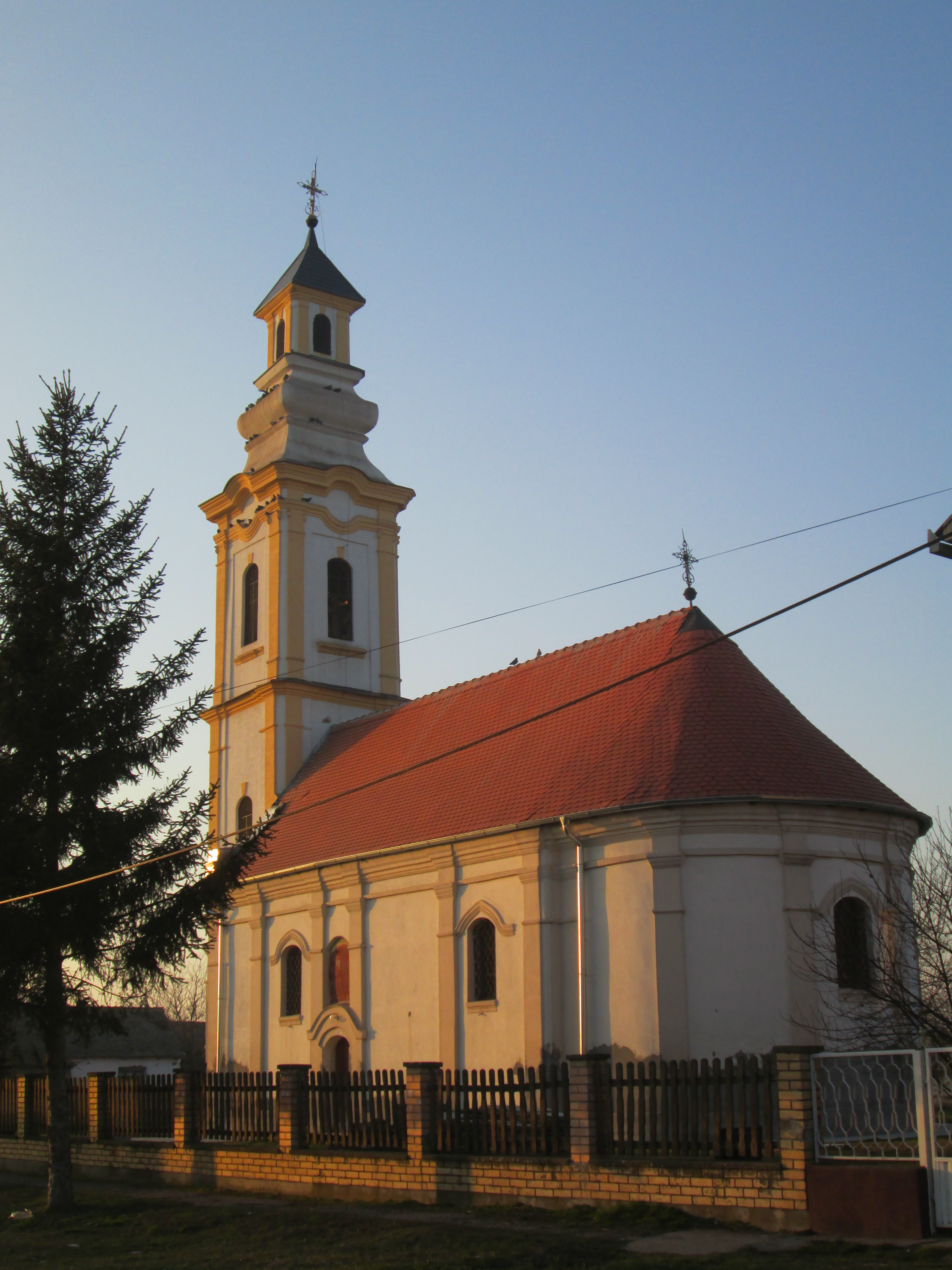
Autre vue de l'église Saint-Nicolas

## Décoration intérieure

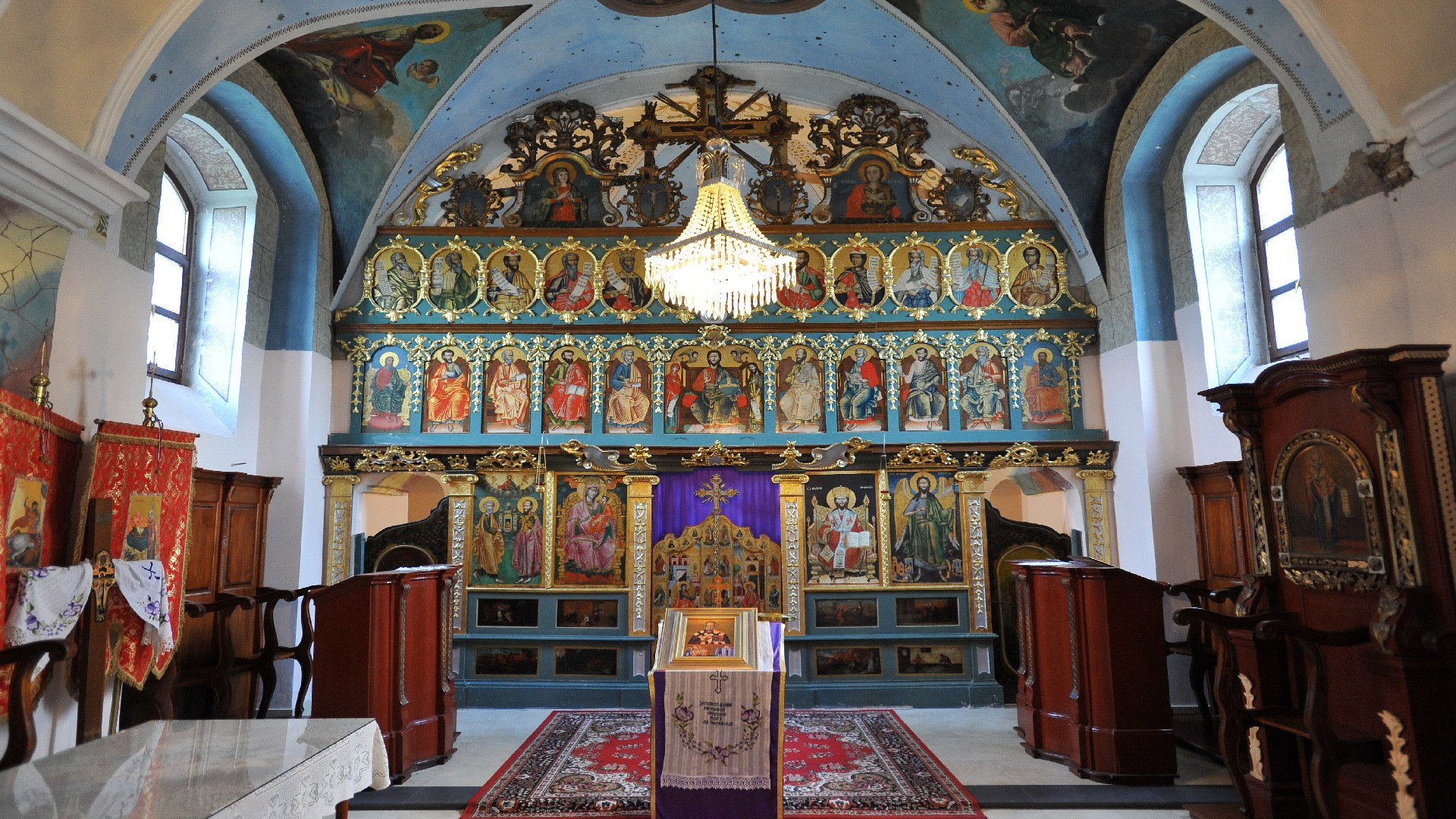
L'iconostase de l'église.

L'essentiel du décor de l'église remonte au XIXe siècle. L'iconostase, qui date des années 1737-1740, a été réalisée pour la Basse église de Sremski Karlovci et achetée dans les années 1830 pour être installée à Sibač ; les icônes, les portes royales (en serbe : carske dveri), la déisis et les peintures des Prophètes sont l'œuvre du maître Georgije Stojanović (?-1746), qui s'inscrit dans la lignée de la peinture byzantine ; sur le socle, des compositions plus dynamiques, avec des personnages inscrits dans un paysage, sont vraisemblablement l'œuvre de Georgije Mišković. Les fresques des voûtes et de la nef ont été réalisées en 1851 par Konstantin Pantelić.

## Restauration
Des travaux de conservation et de restauration ont été effectués sur l'iconostase en 2006.